# Vincenzo Trucco
Vincenzo Trucco, italijanski dirkač.
Vincenzo Trucco je prvič na dirkah za Veliko nagrado sodeloval v sezoni 1907, ko je na dirki Targa Florio v tovarniškem moštvu Isotta-Fraschini odstopil, na svoji drugi dirki Coppa Florio pa je zasedel četrto mesto. Sezono 1908 je začel s svojo edino zmago v karieri, ki jo je dosegel na dirki Targa Florio, po odstopu na dirki za Veliko nagrado Voituretta, je nastopil le še na dirki Coppa Florio, na kateri je z dirkalnikom Lorraine-Dietrich osvojil drugo mesto, premagal ga je le Felice Nazzaro s Fiatom. Leta 1913 je nastopil na dirki Indianapolis 500, na kateri je odstopil v štiridesetem krogu zaradi okvare rezervoarja za gorivo. Trucco je bil prijatelj in mentor Alfierija Maseratija, s katerim sta patentirala avtomobilske svečke.